# Taebaeksan
Le Taebaeksan, aussi appelé mont Taebaek, est une montagne sud-coréenne faisant partie des monts Taebaek. Il s'élève entre la ville de Taebaek et le district de Yeongwol dans la province de Gangwon. Son altitude est de 1 566,7 m. Un sommet secondaire, le Munsubong, se trouve à la limite du district de Bonghwa du Gyeongsang du Nord.

## Attractivité
Le Taebaeksan est l'une des trois montagnes sacrées de Corée, certains[Qui ?] affirmant que c'est là que Hwanung, le père de Dangun, le fondateur de la nation coréenne, est descendu du ciel. Un autel en pierre naturelle (Cheonjaedan, hauteur : 2,4 m ; périmètre : 27,5 m) dédié au roi céleste a été construit à son sommet. Tous les 3 octobre, le jour de la fondation, une cérémonie est tenue en son honneur avec neuf offrandes différentes et de nombreux drapeaux colorés. Ce site est particulièrement important pour les chamans et les adeptes du daejonggyo (en). De nombreuses personnes viennent prier ; les actes impies comme casser des branches et chasser sont interdits. De même, le site a été classé en tant que parc provincial (17,44 km2) le 13 mai 1989. À son pied, près d'un chemin menant à la montagne, deux totems gardiens en granit se dressent. L'un est grand comme un homme (Cheonhadaejanggun, 170 cm), l'autre comme une femme (Jihayeojanggun, 155 cm).
Le Taebaeksan tire également son importance du fait que c'est autour de lui que les deux principaux fleuves du pays prennent leur source, le Han du Sud (Namhangang) et le Nakdong. Il regroupe trois sommets : le Janggunbong au nord (장군봉, le pic du Général, 1 568 m), le Busoebong au centre (부쇄봉, 1 546 m) et le Munsubong à l'est (문수봉, le pic du Bodhisattva de la sagesse, 1 517 m). Ce dernier est également appelé Wonsulbong car le général Kim Wonsul (en) (VIIe siècle) s'y est entrainé. Il est recouvert de nombreuses pierres contrairement au sommet principal, presque plat, qui est recouvert d'une pelouse. Des azalées royales, des érables et des ifs poussent sur le Taebaeksan, certains ifs sont pétrifiés.
L'observation du premier lever de soleil de l'année au sommet de cette montagne est une excursion très populaire et est l'objet de son propre festival. Au début du mois de juin, c'est le tour du festival des azalées, alors en pleine floraison.
À 1 460 m d'altitude sur le mont Taebaek, Manggyeongsa (막경사) est un temple bouddhiste consacré à la statue représentant la sagesse de Bodhisattva. Il a été construit par Jajang, un moine de la Dynastie Silla. La « fontaine du Dragon » à l'entrée du temple est connue comme étant la plus haute fontaine de Corée.